# Ringenes Herre - Eventyret om Ringen (film)
Eventyret om Ringen er en amerikansk film fra 2001 af Peter Jackson. Den er første del af hans filmtrilogi baseret på Ringenes Herre af J.R.R. Tolkien.

## Medvirkende
- Elijah Wood som Frodo Sækker
- Sean Astin som Samvis (Sam) Gammegod
- Billy Boyd som Peregrin (Pippin)Toker
- Dominic Monaghan som Meriadoc (Merry) Brændebuk
- Ian McKellen som Gandalf
- Viggo Mortensen som Aragorn
- Sean Bean som Boromir
- Orlando Bloom som Legolas
- John Rhys-Davies som Gimli
- Liv Tyler som Arwen
- Hugo Weaving som Elrond
- Ian Holm som Bilbo Sækker
- Cate Blanchett som Galadriel
- Christopher Lee som Saruman
- Andy Serkis som Gollum
- Marton Csokas som Celeborn
- Craig Parker som Haldir
- Lawrence Makoare som Lurtz